# Verführt – In den Armen eines Anderen
Verführt – In den Armen eines Anderen ist ein deutscher Fernsehfilm aus dem Jahr 2016 von Markus Herling.

## Handlung
Nina Reuter hat in einer Werbeagentur, ihr Mann Sebastian als Anwalt, Karriere gemacht. Doch in ihrer Ehe läuft es trotz aller Bemühungen nicht mehr perfekt. In der Agentur beschäftigt Nina sich derzeit mit einem Dating-Service für Seitensprünge. Als sie eines Tages dem attraktiven und geheimnisvollen Daniel begegnet, beginnt Nina eine leidenschaftliche erotische Affäre mit ihm. Als sie herausfindet, dass sich beide Männer kennen und Sebastian in die Affäre eingewilligt hat um ihre Ehe wiederzubeleben, bricht sie beide Beziehungen ab. Die letzte Szene zeigt ein flüchtiges aber versöhnliches Wiedersehen der noch getrennten Eheleute.

## Hintergrund
Der Film wurde unter dem Arbeitstitel Dein Atem auf meiner Haut im August 2016 angekündigt. Später wurde der Filmtitel auf Unter die Haut geändert, bevor er seinen endgültigen Titel von Verführt – In den Armen eines Anderen erhielt. Die Dreharbeiten fanden vom 9. August bis zum 6. September 2016 in Berlin statt.
Die Erstausstrahlung war am 22. November 2016 auf dem Free-TV-Fernsehsender Sat.1.